# Робін та Меріен
Робін та Меріен (англ. Robin and Marian) — американський художній фільм 1976 року.

## Сюжет
Після смерті короля Річарда Левове Серце (Річард Гарріс) Робін Гуд (Шон Коннері) і його нерозлучний товариш Літл Джон (Ніколь Вільямсон) повертаються із хрестових походів до Англії, до Шервуда, де Робін зустрічає своє давнє кохання леді Меріен (Одрі Гепберн). Але старий шериф (Роберт Шоу) усе ще на місці, і стара ворожнеча розпалюється знову.

## Ролі виконують
- Шон Коннері — Робін Гуд
- Одрі Гепберн — Меріен
- Ніколь Вільямсон[en] — крихітка Джон
- Роберт Шоу — шериф Ноттінгема
- Річард Гарріс — Річард I Левове Серце
- Ієн Голм — король Іоанн
- Есмонд Найт — старий захисник